# Damjanich utca
A Damjanich utca Budapest VII. kerülete Ligetváros negyedét nyugat-kelet vonalban határoló patinás utcája. A Dózsa György út és a Rottenbiller utca között húzódik, körülbelül 700 méter hosszan. Szélessége kb. 40 m. A környék legnevezetesebb utcája, amely a terület bevásárlóutcája is egyben. Sok híres ember lakott itt. A 70-es trolibusz mintegy háromnegyed részén végighalad. Az 1970-es évek végéig útteste keramitburkolatú volt, ami csapadék esetén balesetveszélyessé tette.

## Története
A 19. század elején a Külső Három Dob utca (Äußere Dreitrommelgasse) része volt. Mostani nevét 1874-ben kapta Damjanich Jánosról, aki az 1848–49-es forradalom és szabadságharc tábornoka, a veressipkás zászlóalj parancsnoka, az aradi vértanúk egyike volt.
Az ún. Csikágót nyugatról határoló utca, mai épületeinek zöme a millennium környéki építkezési bumm terméke. Az eredetileg szép nagy, világos polgári bérlakások lakói művészek, tudósok, politikusok, dzsentrik, orvosok voltak.

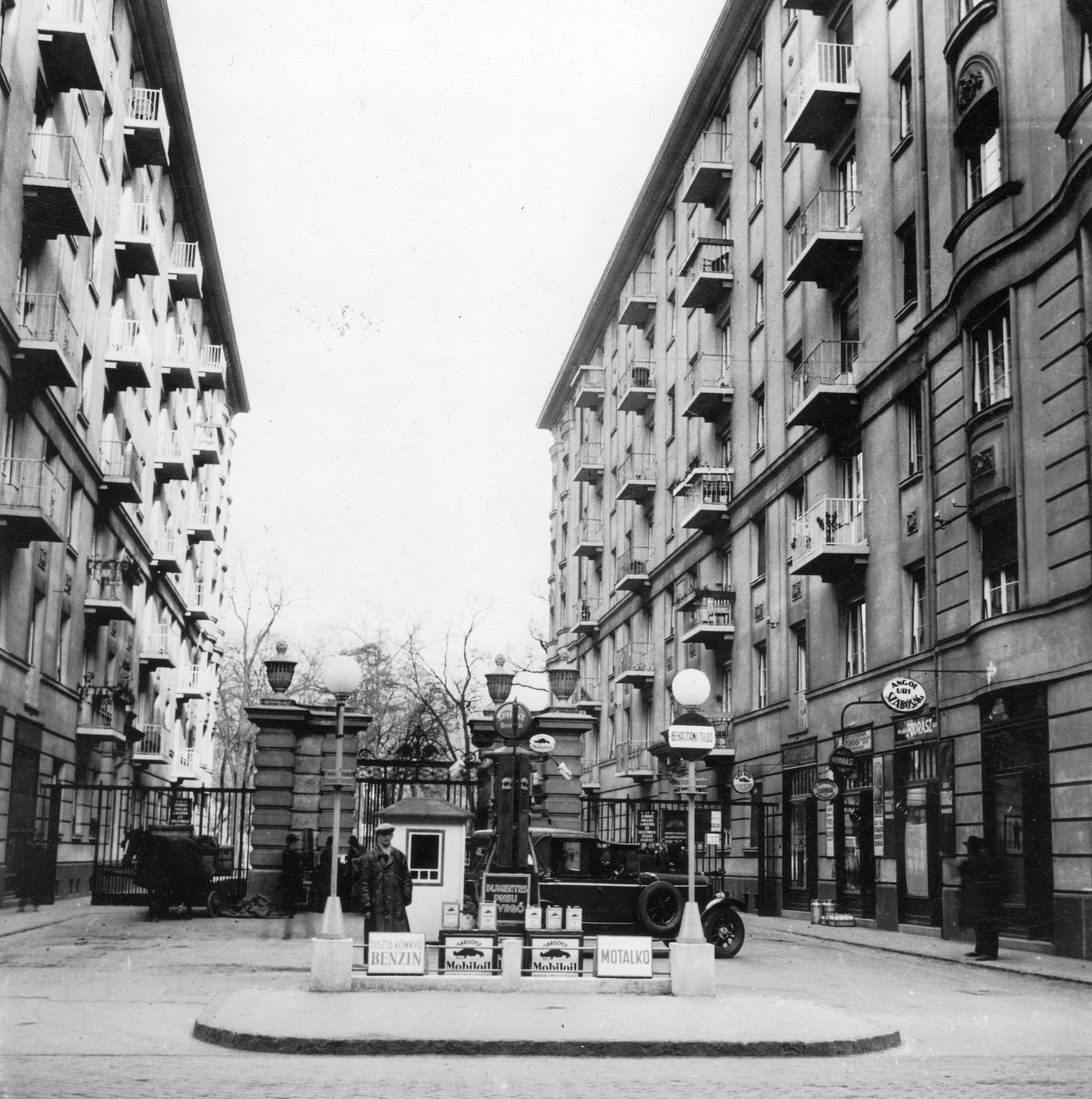
Benzinkút 1933-ban

1901. december 8-án a Regnum Marianum Közösség számára az 50. sz. épület udvarában kápolnát szentelt fel a Szeplőtelen fogantatás nevére Majláth Gusztáv Károly gyulafehérvári megyés püspök, a későbbi címzetes érsek, az utóbb épült templom elődjeként. A kápolna Budapest ostroma alatt szőnyegbombázás áldozata lett, s átköltöztették egy az utcáról nyíló alagsori terembe. A Mária kongregáció papjai a házban laktak, ahol még szegény gyermekek számára konviktus is volt. A papok innen jártak a környező iskolákba hitoktatást tartani. Egy időben cserkészet is működött benne. 1951. november 24-én az RMK atyáitól a kommunisták elvették a házat, őket pedig plébániákra szórták szét. (Az utca torkolatával szemben, 1926-ban felépült nagytemplomot addigra már felrobbantották.)
1933-ban benzinkút létesült a 40. és 42. sz. alatt, 1927-ben Reiss Zoltán tervei alapján épült 5+1 emeletes két egymással szemben elhelyezkedő lakóház között. A 27-es villamosjáratnak, amely a Városligetig közlekedett, ugyancsak Budapest ostroma vetett véget.

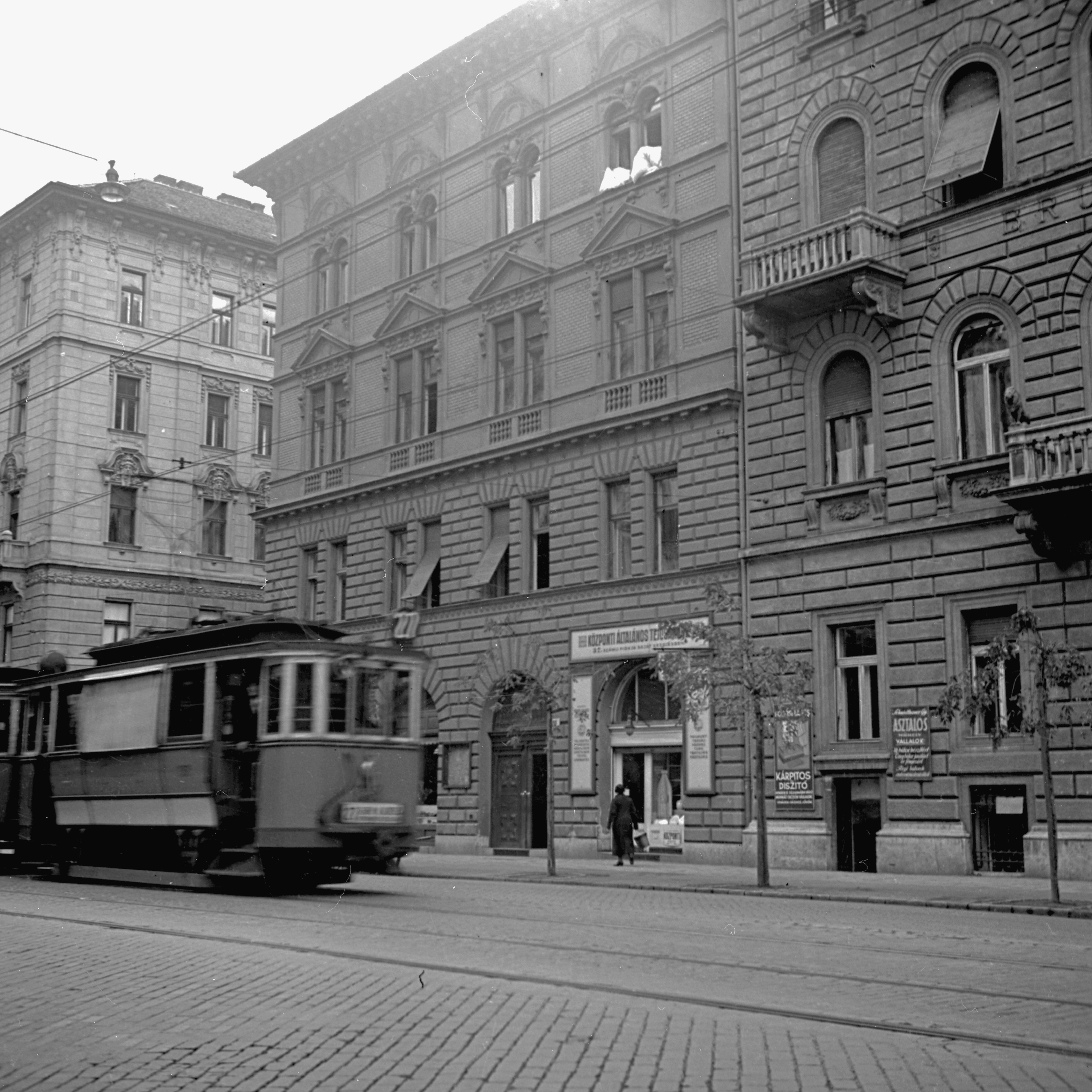
Villamos 1938-ban

A mellékelt 1938-as fényképen az egykori 27-es villamos a Rottenbiller utca felé döcög, a házak ma is így néznek ki. A villamos mögött a Murányi utca torkolata és az 1893-ban Wellisch Alfréd tervei szerint épült háromemeletes eklektikus lakóház, a Damjanich utca 37. (Murányi u. 52.) látható. Az utca elején, a 11–15. sz. alatt az 1868-tól lóvasút kocsiszín, 1897 körültől átalakítva villamos-, a 20. század közepétől trolibuszremíz és -javítóműhely üzemelt, ma pedig a SPAR-szupermarketje. 
Az utcában több hivatal, pl. a Munkarehabilitációs Intézet a 48. sz. és vendéglátóipari egység, pl. 1959 novembere óta a Capri eszpresszó (21. sz.) látogatható. Utóbbiban gyakran megfordultak a művészvilág és a média képviselői, pl. az elbűvölő Hajas Ilona társaságában.

## Híres lakói
- Antal Imre (műsorvezető), zongorista, 42. sz.
- Bartha Alfonz operaénekes, 56. sz.
- Bruchsteiner Rezső, Bruki, a Fészek Művészklub vezetőségének tagja, 35. sz.
- Eötvös Gábor artista, 27. sz.
- Faludy György költő szülőháza az 54. sz.
- Faragó János, a VII. kerület első szabadon választott polgármestere, 31/a
- Für Lajos politikus, 42. sz.
- Gáti József színész, színiakadémiai tanár
- Gereben Ágnes történész, 17. sz.
- Gyóni Géza költő, 28/a
- Karinthy Frigyes író a 27. sz. alatt született
- Kéthly Anna politikus az 51. sz. alatt élt és dolgozott
- Kibédi Ervin színész, 31/a
- Liffa Aurél geológus, mineralógus, 42. sz.
- Németh Marika operaénekes-nő, 58. sz.
- Örkény István író, 39. sz.
- Pusztai Péter színművész, 26/a
- A Regnum Marianum Ifjúsági Centrum atyái 1951-es szétszórattatásukig az 50. sz. alatt működtek
- Salamon Ferenc (történész), 52. sz.
- Szendrő József színész, színigazgató, 24. sz. Garzonház (Bajza utca sarok)
- Vihar Béla költő, 26/b
- Vilhelm Károly, festőművész 9.sz.
- Xántus János (etnológus), 44. sz.

## A híres lakók galériája

### Xántus János (etnológus)emléktáblája, 44. sz.

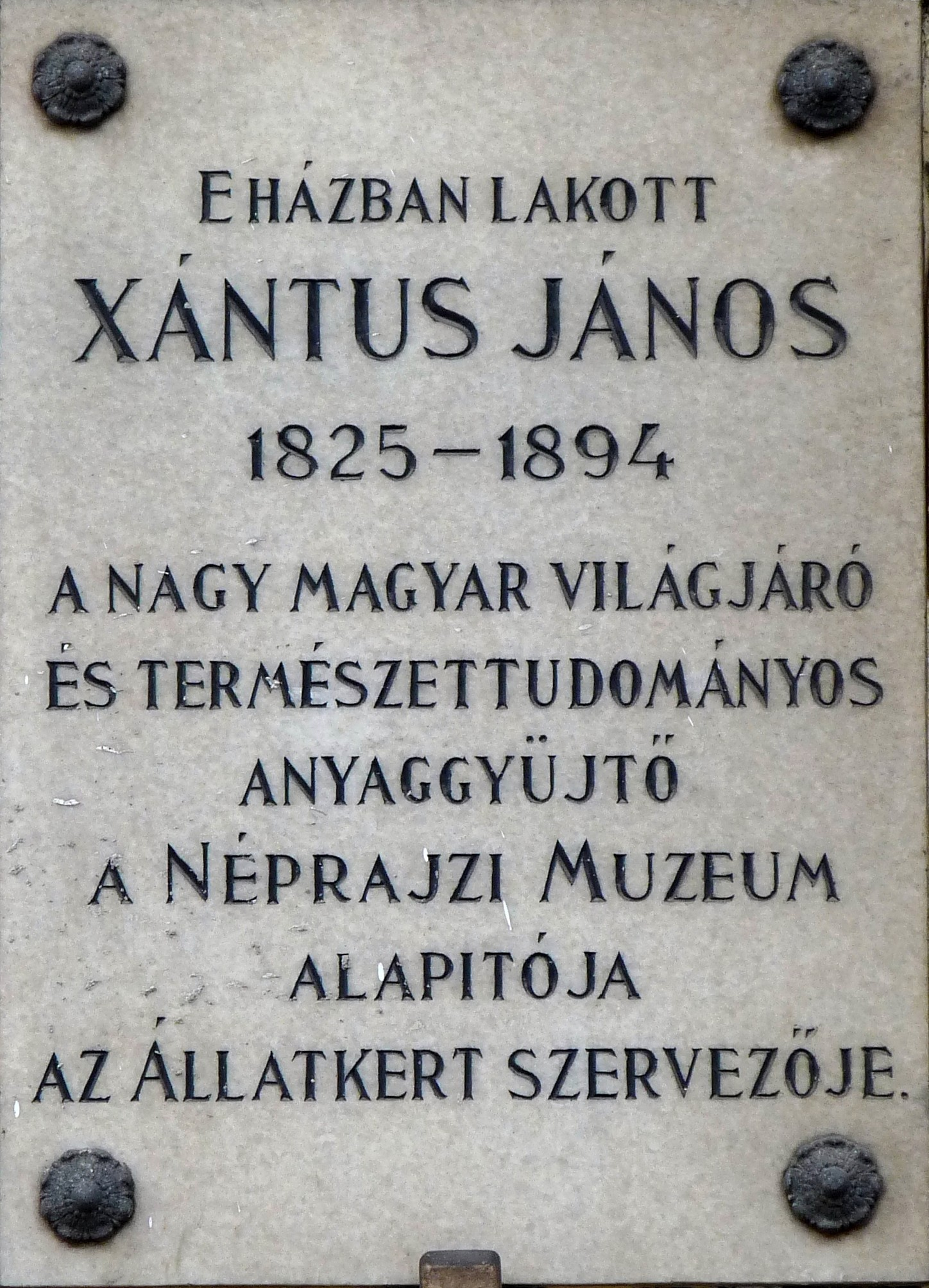
Xántus János (etnológus) emléktáblája, 44. sz.
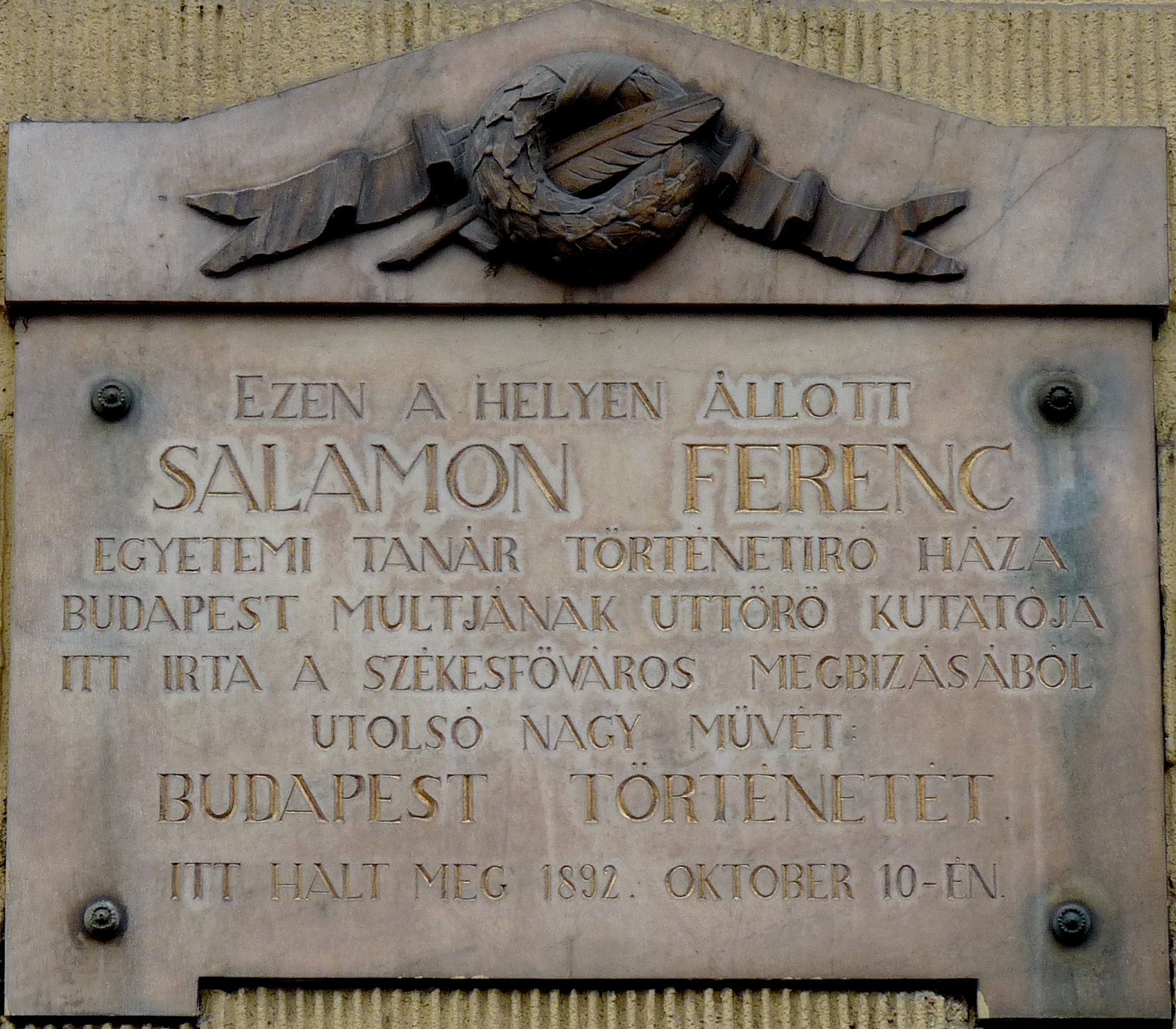
Salamon Ferenc (történész) emléktáblája, 52. sz.
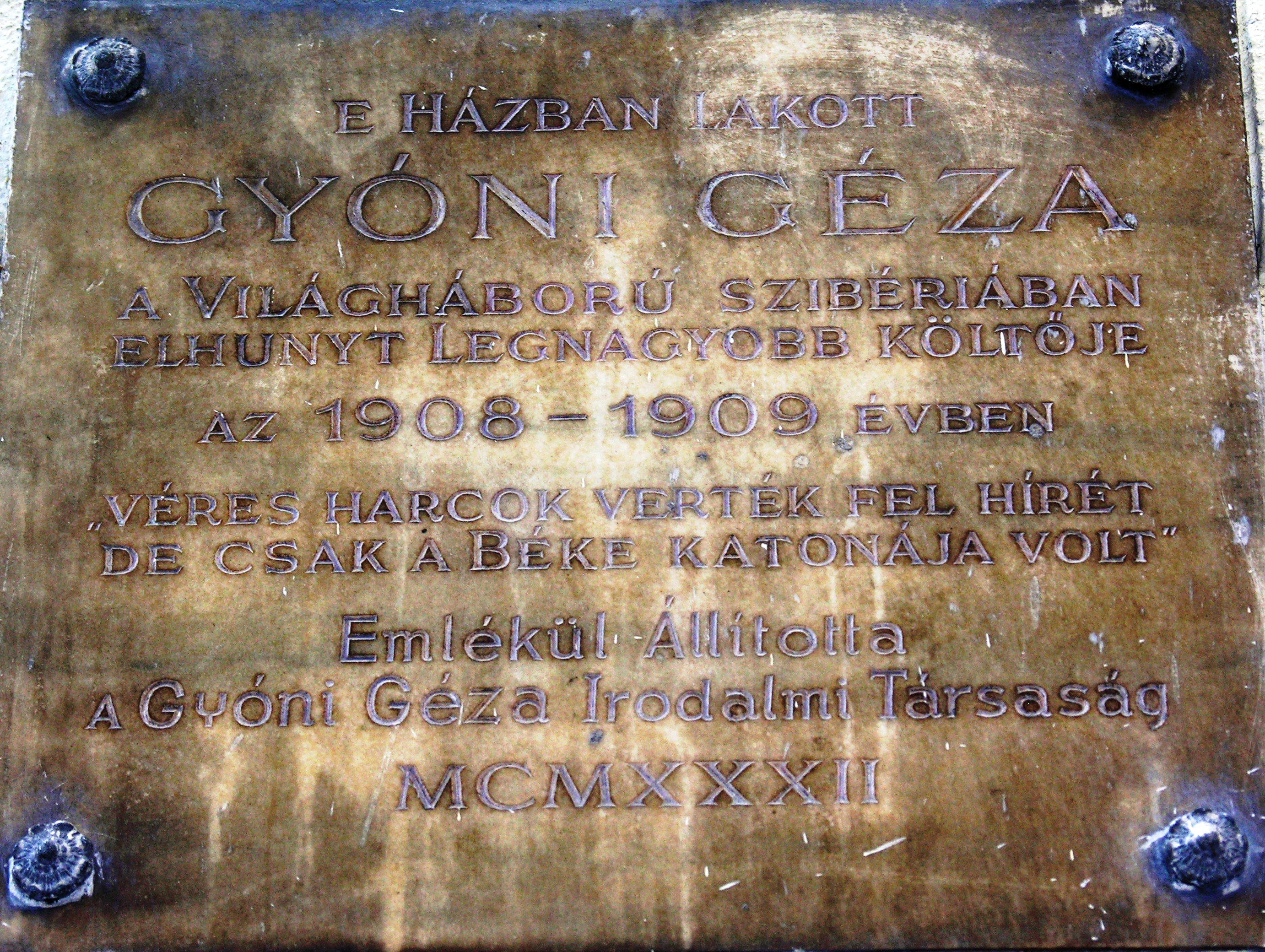
Gyóni Géza költő emléktáblája, 28/a
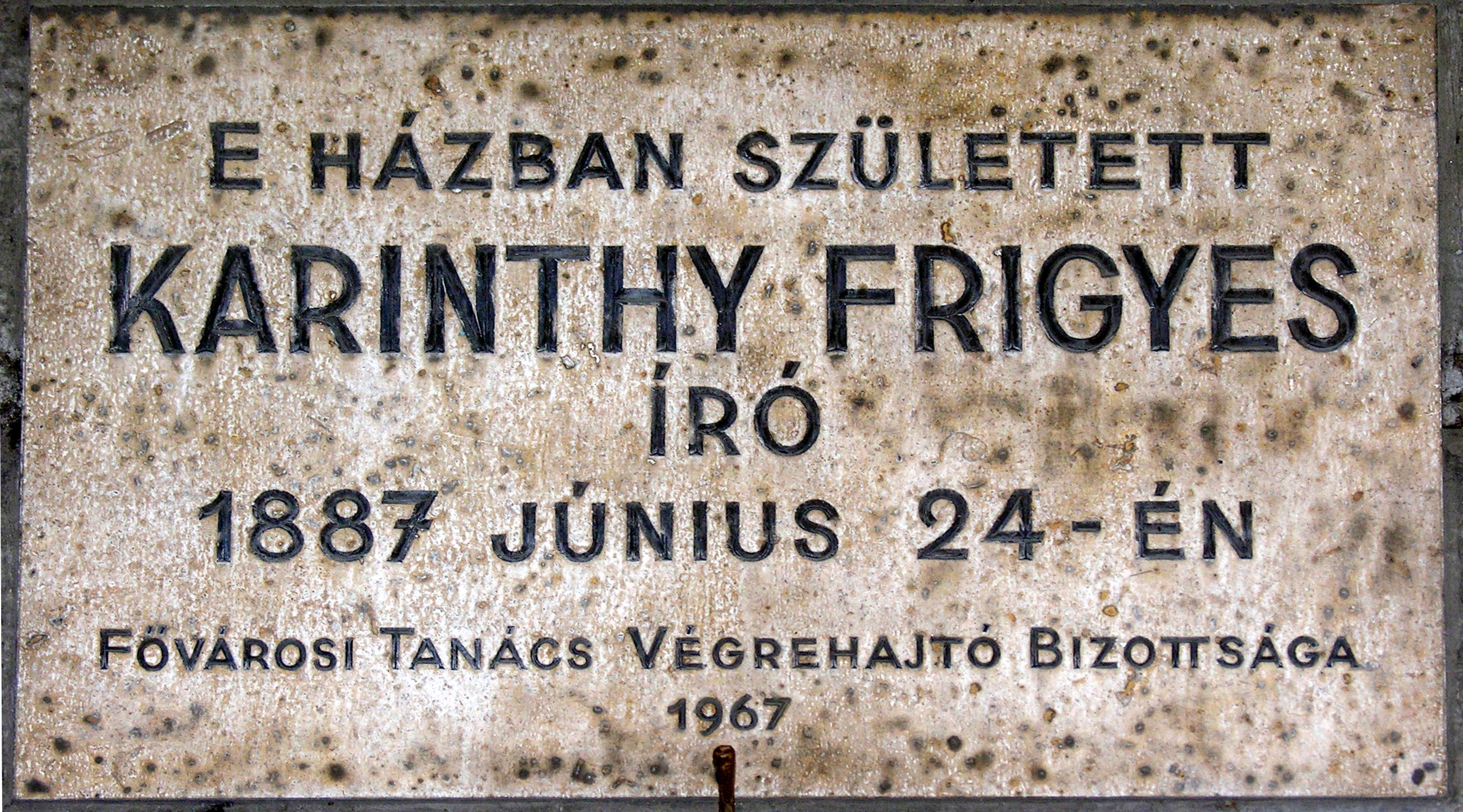
Karinthy Frigyes író emléktáblája, 27. sz.
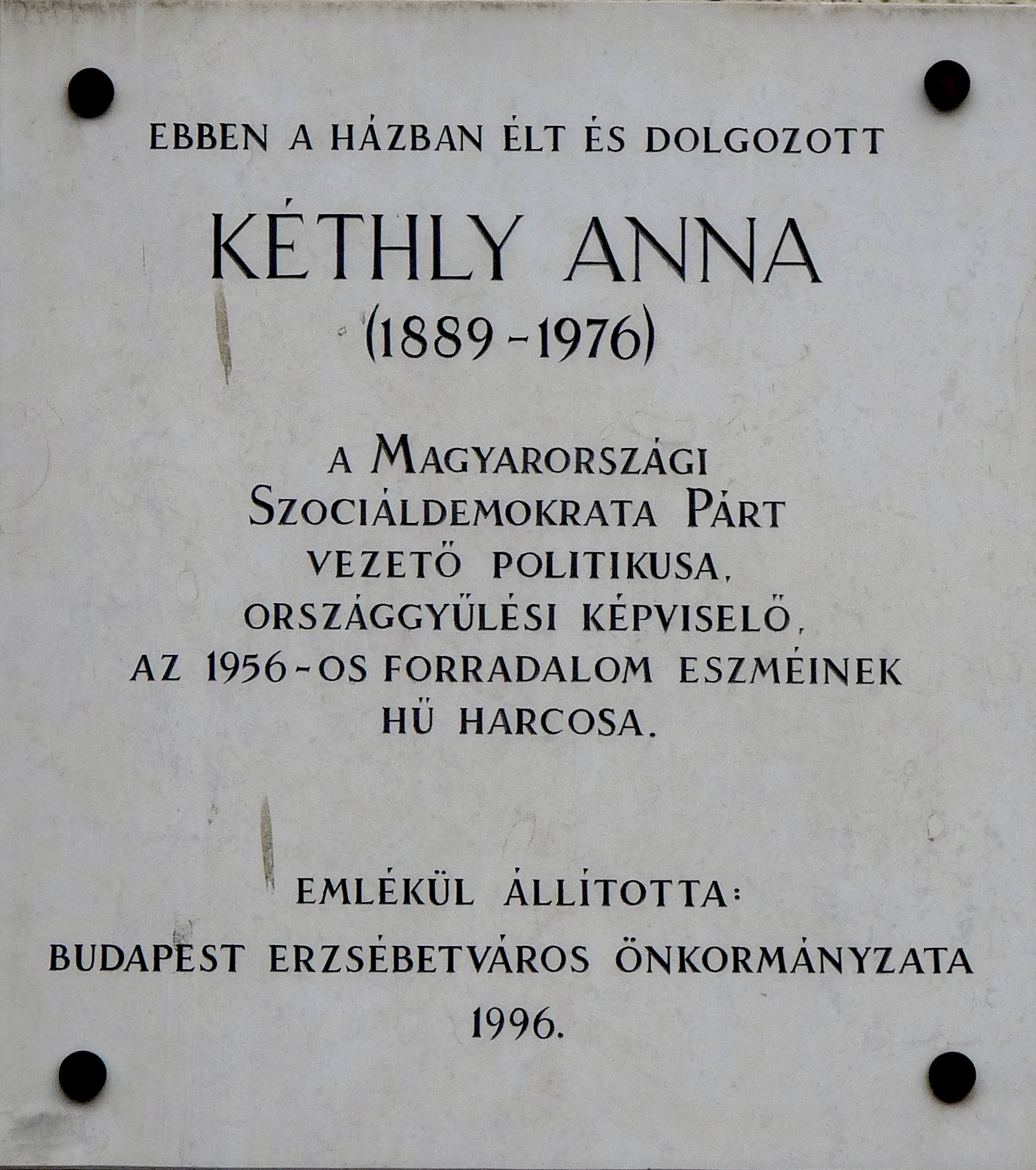
Kéthly Anna politikus emléktáblája, 51. sz.
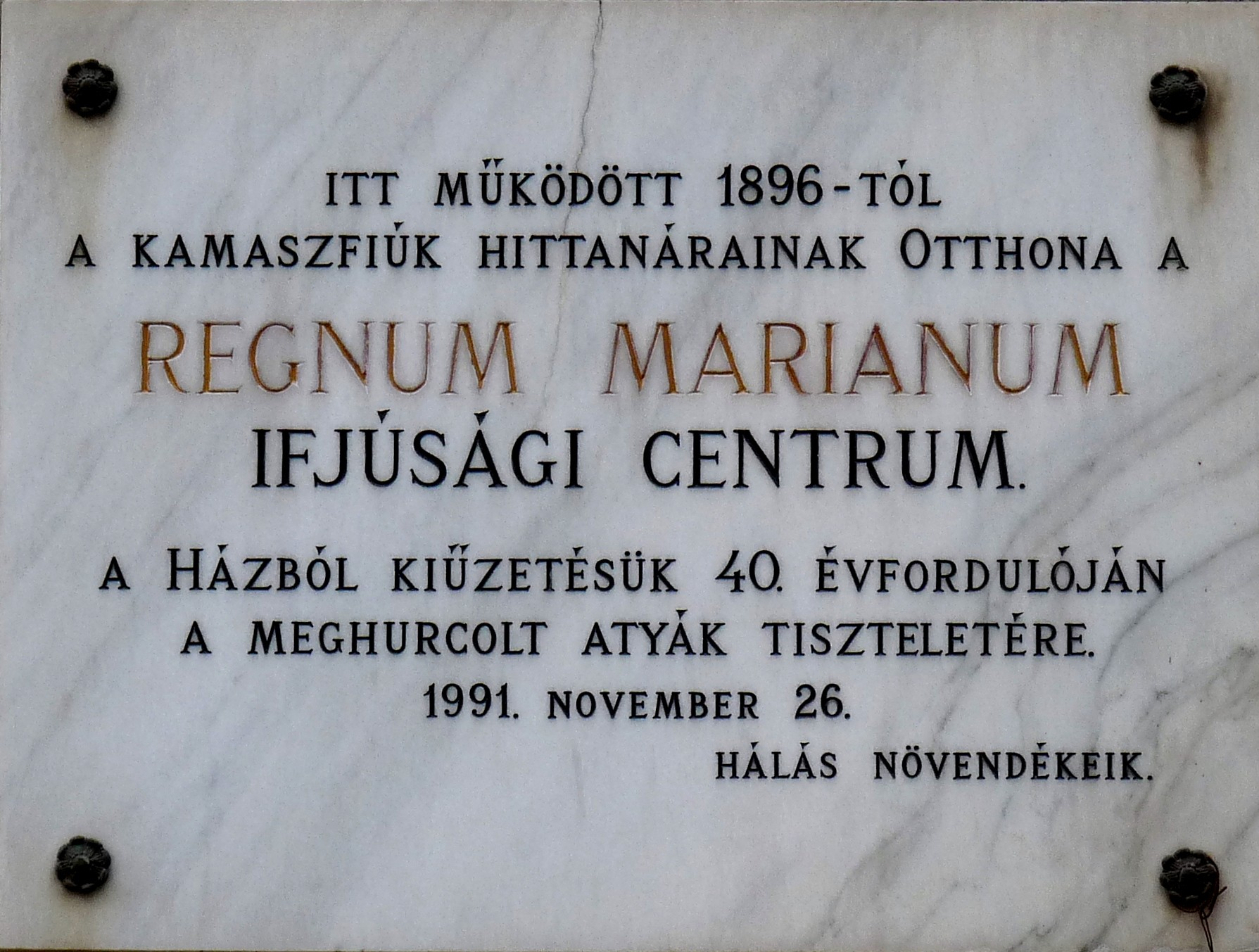
A Regnum Marianum Ifjúsági Centrum atyáinak emléktáblája, 50. sz.
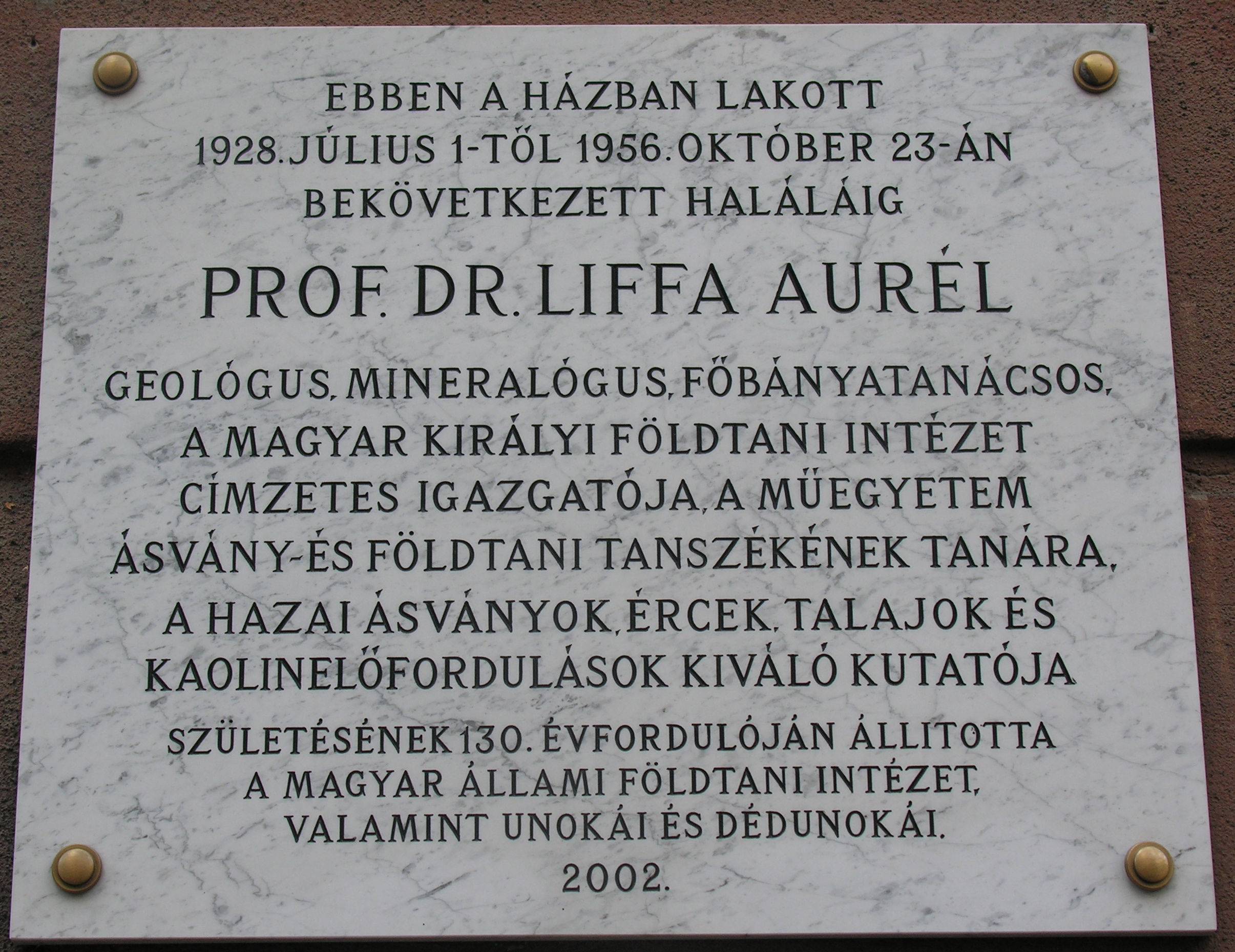
Liffa Aurél mineralógus emléktáblája, 42. sz.
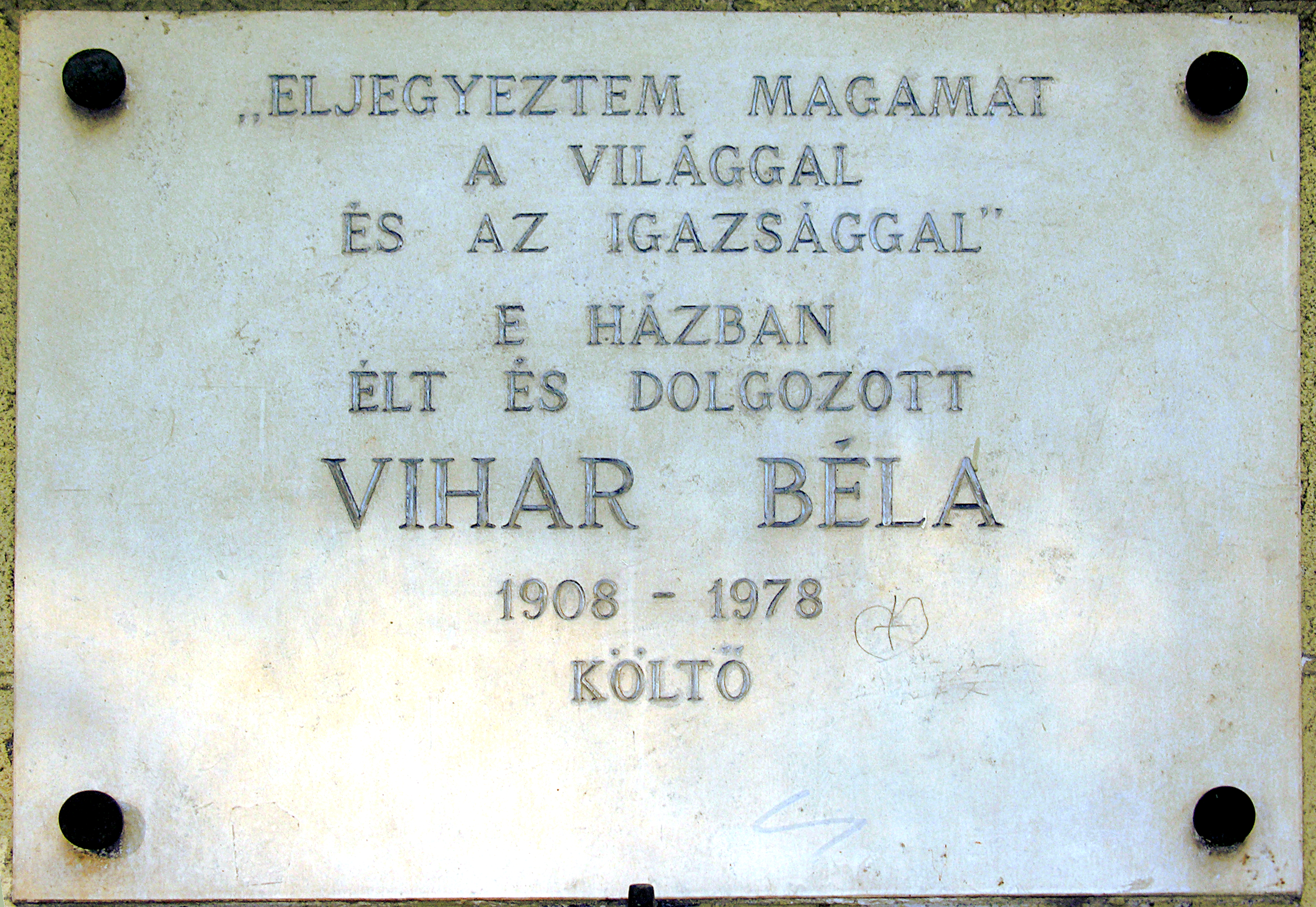
Vihar Béla költő emléktáblája, 26/b
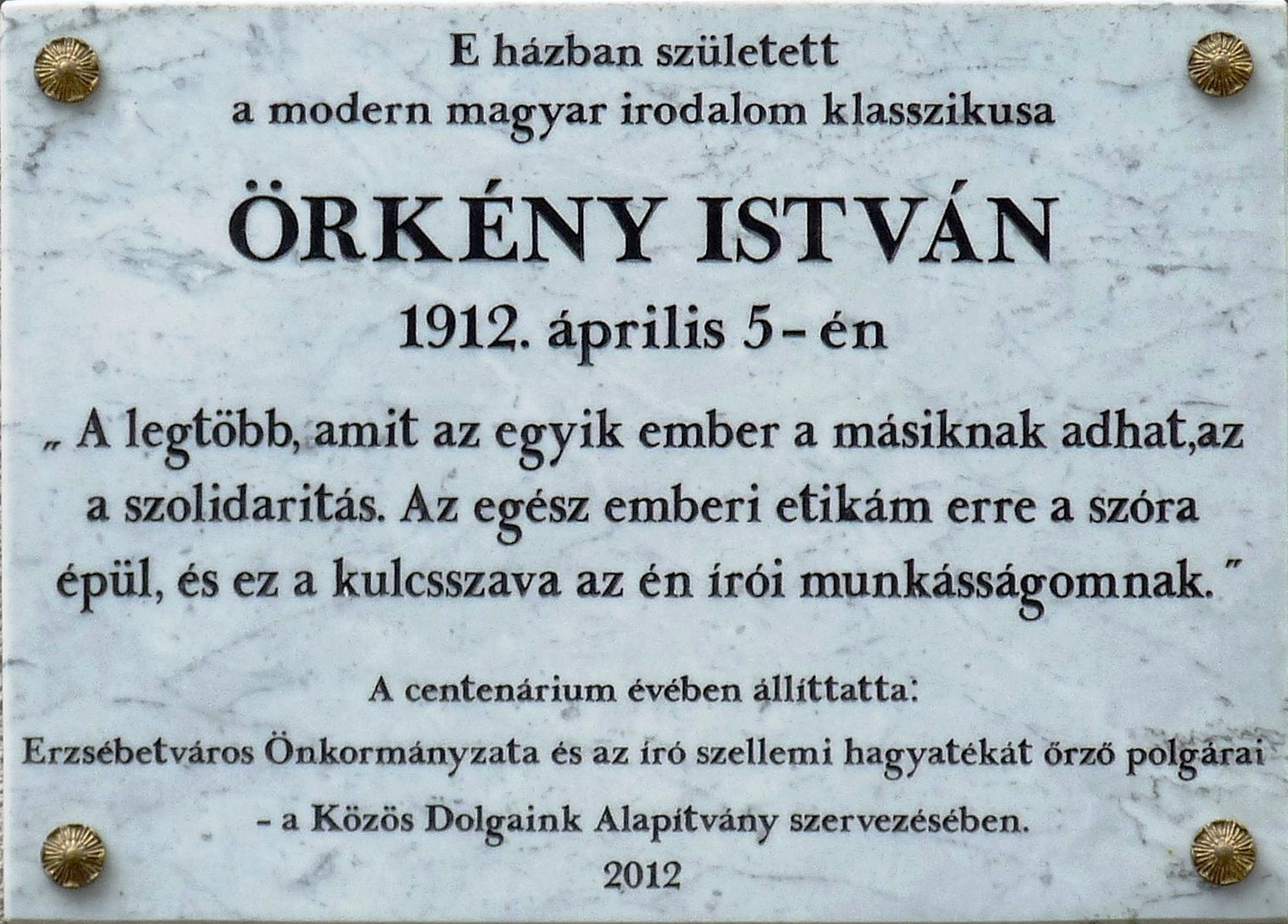
Örkény István író emléktáblája, 39. sz.
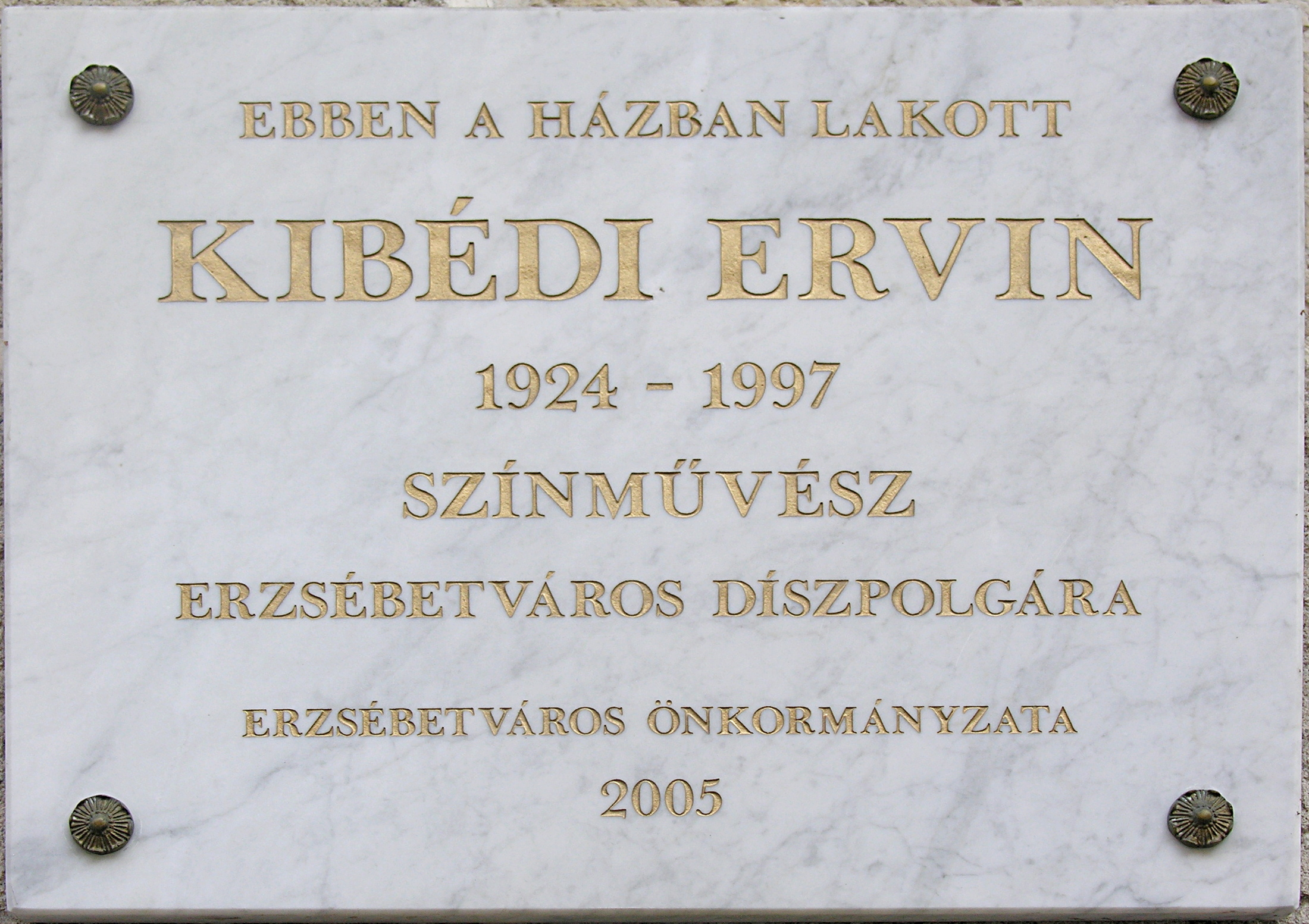
Kibédi Ervin színész emléktáblája, 31/a
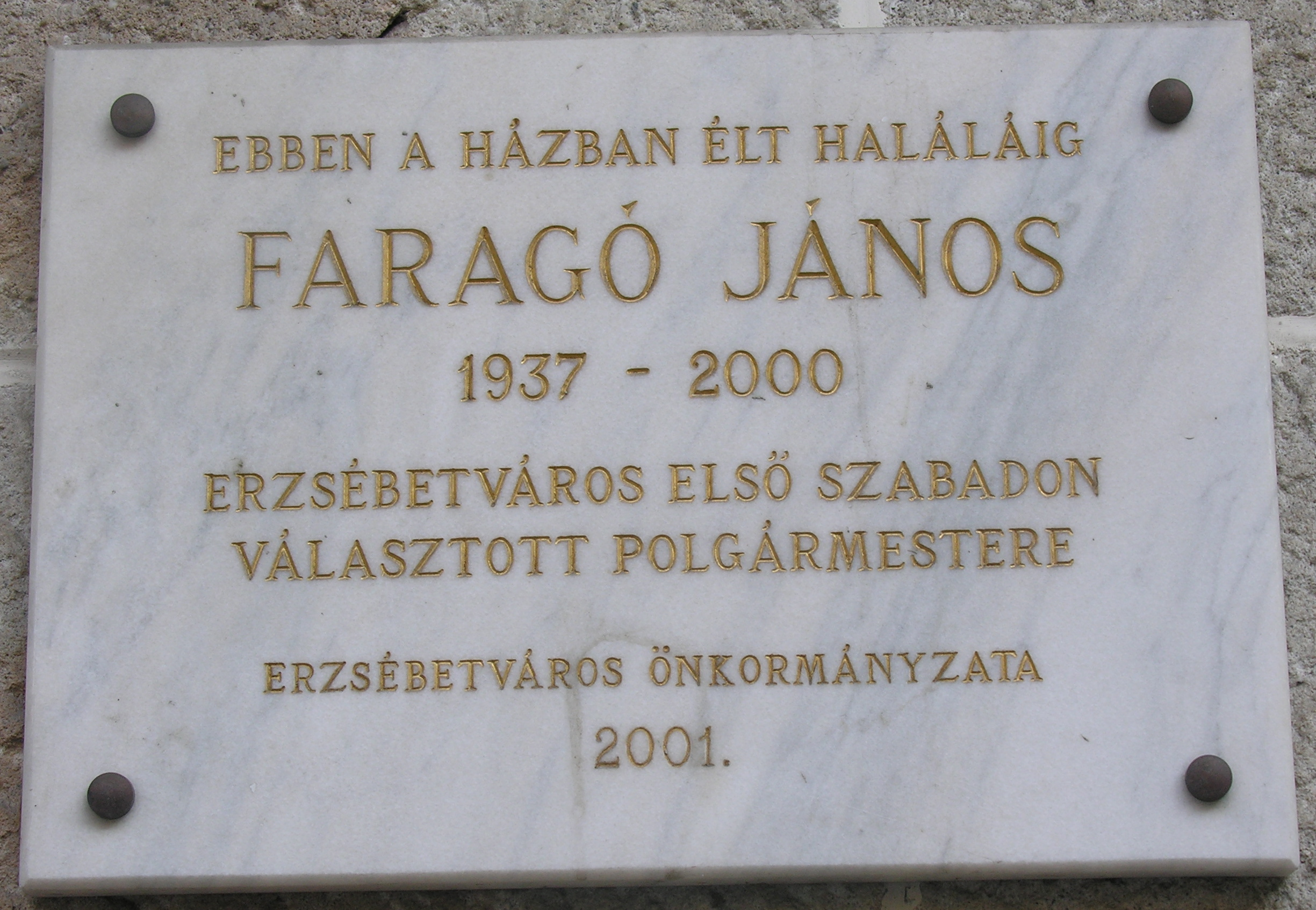
Faragó János első polgármester emléktáblája, 31/a
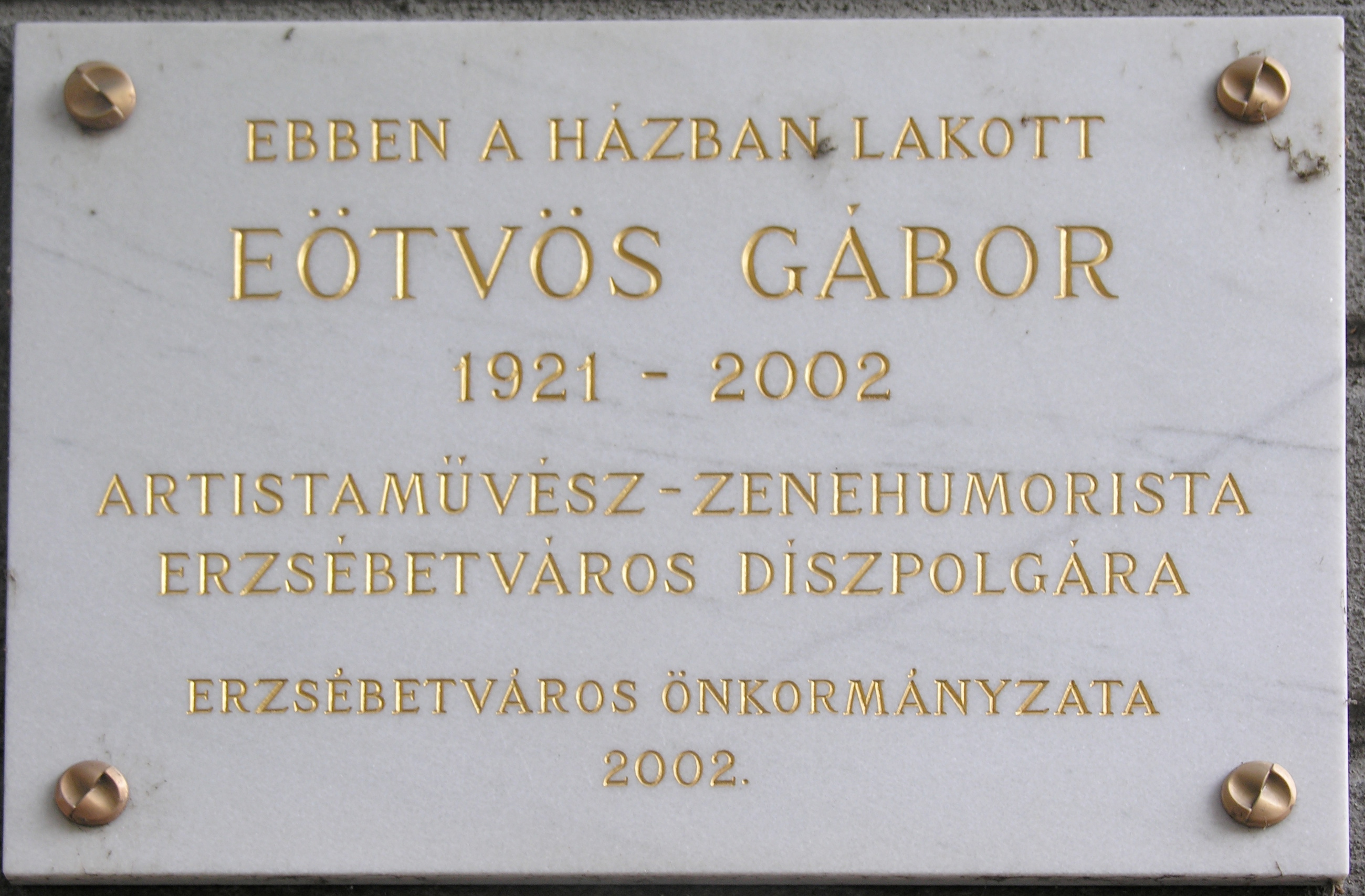
Eötvös Gábor artista emléktáblája, 27. sz.
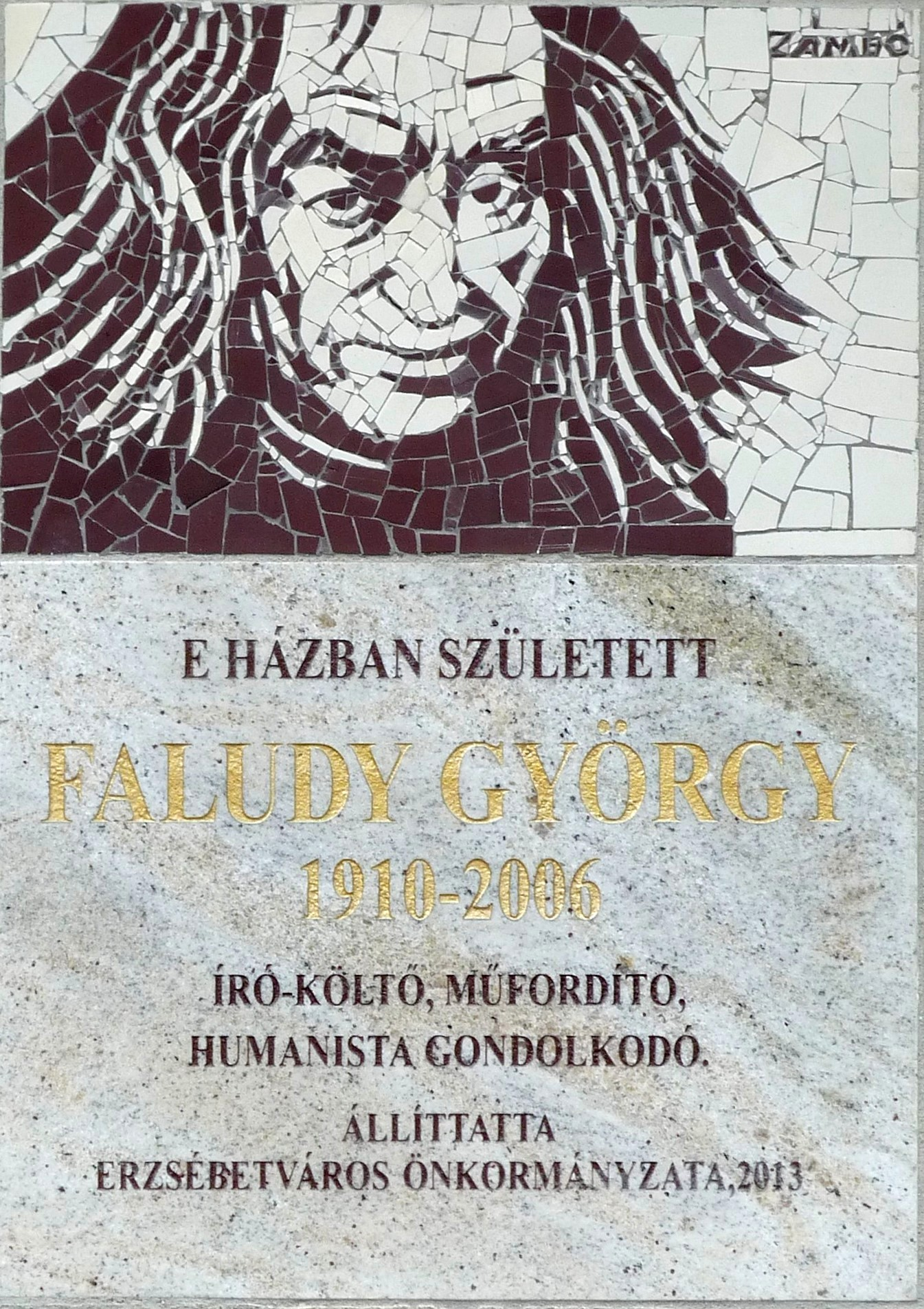
Faludy György költő emléktáblája, szülőházán, 54. sz.
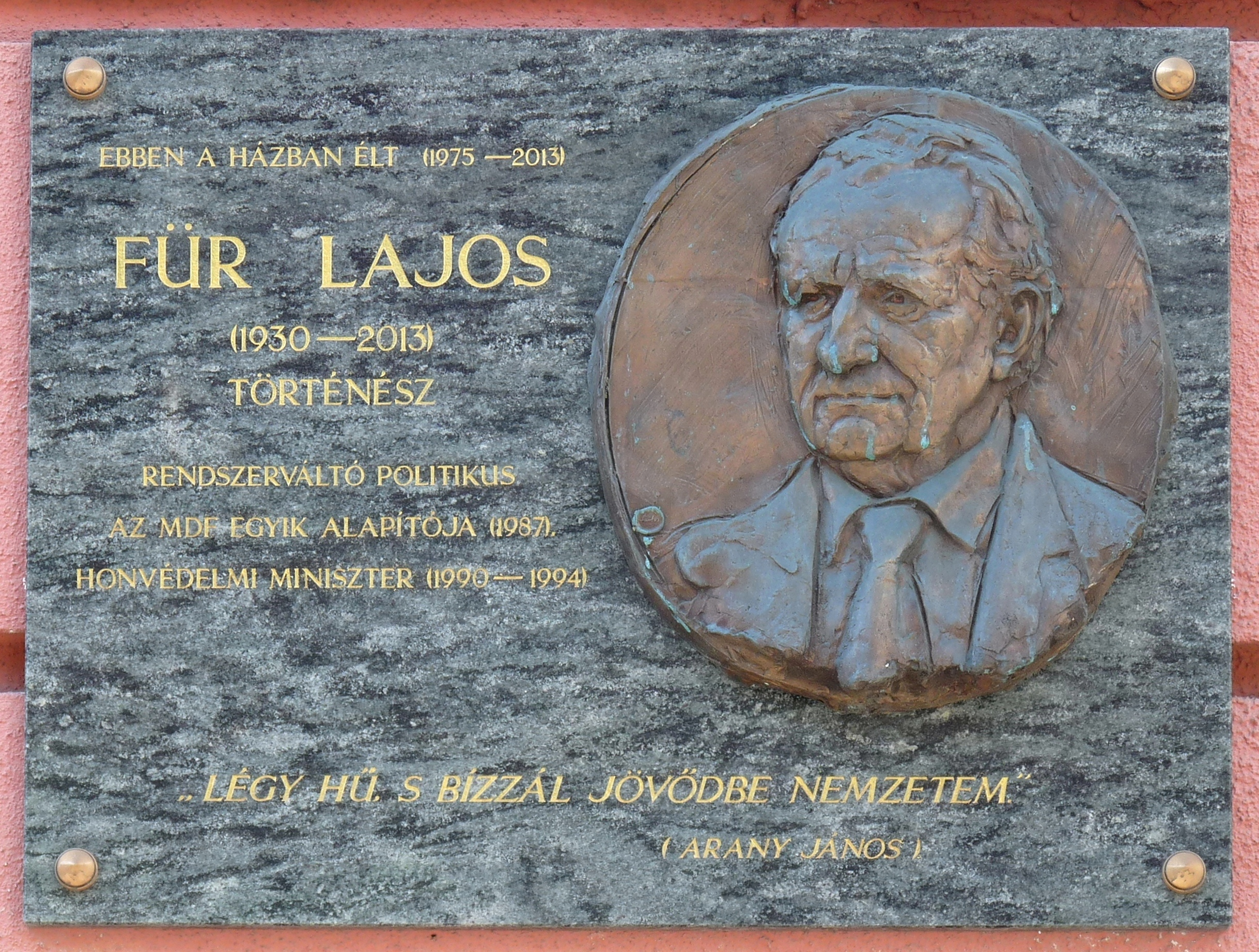
Für Lajos politikus emléktáblája, 42. sz.
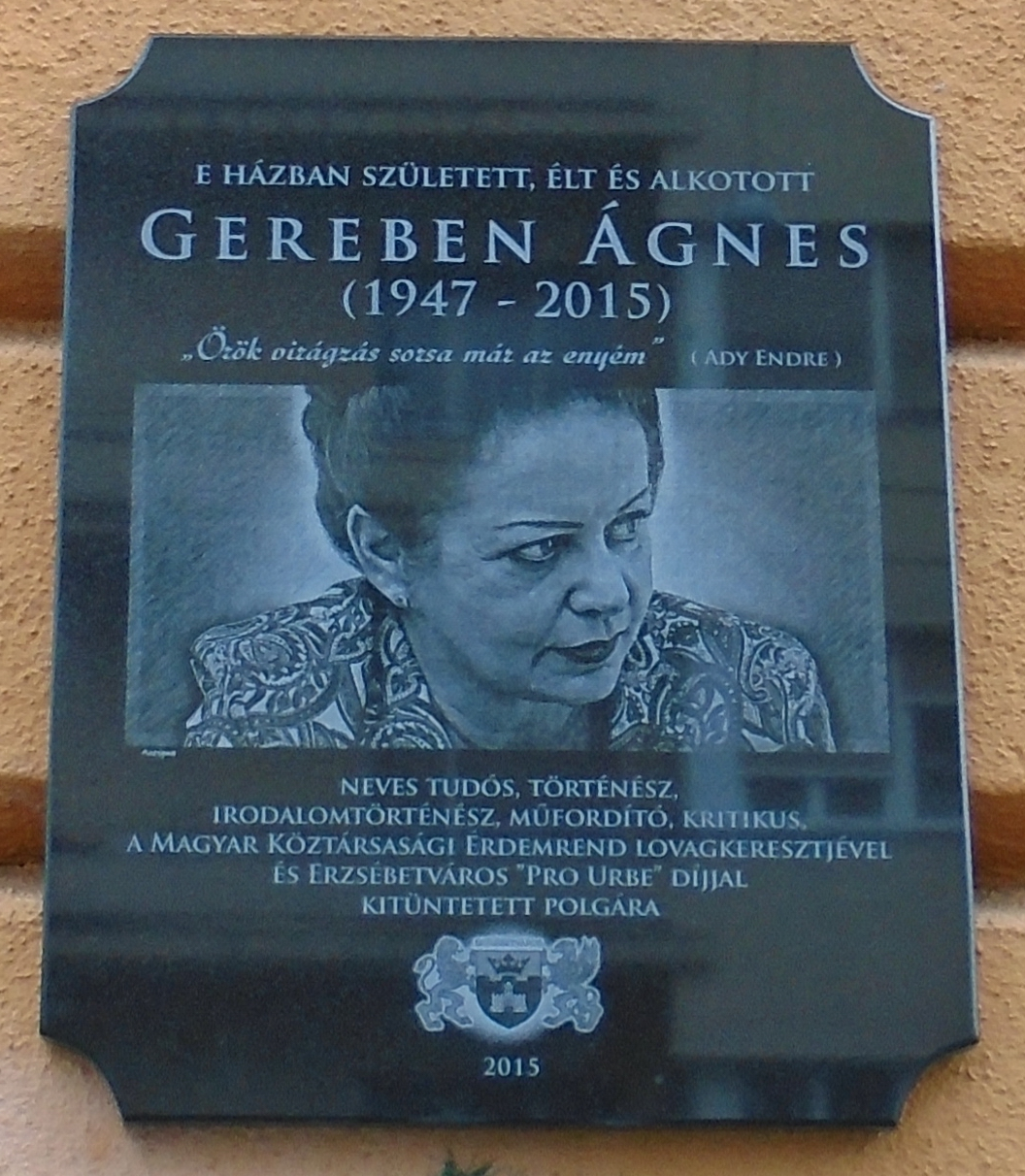
Gereben Ágnes történész emléktáblája, 17. sz.

## Épületei

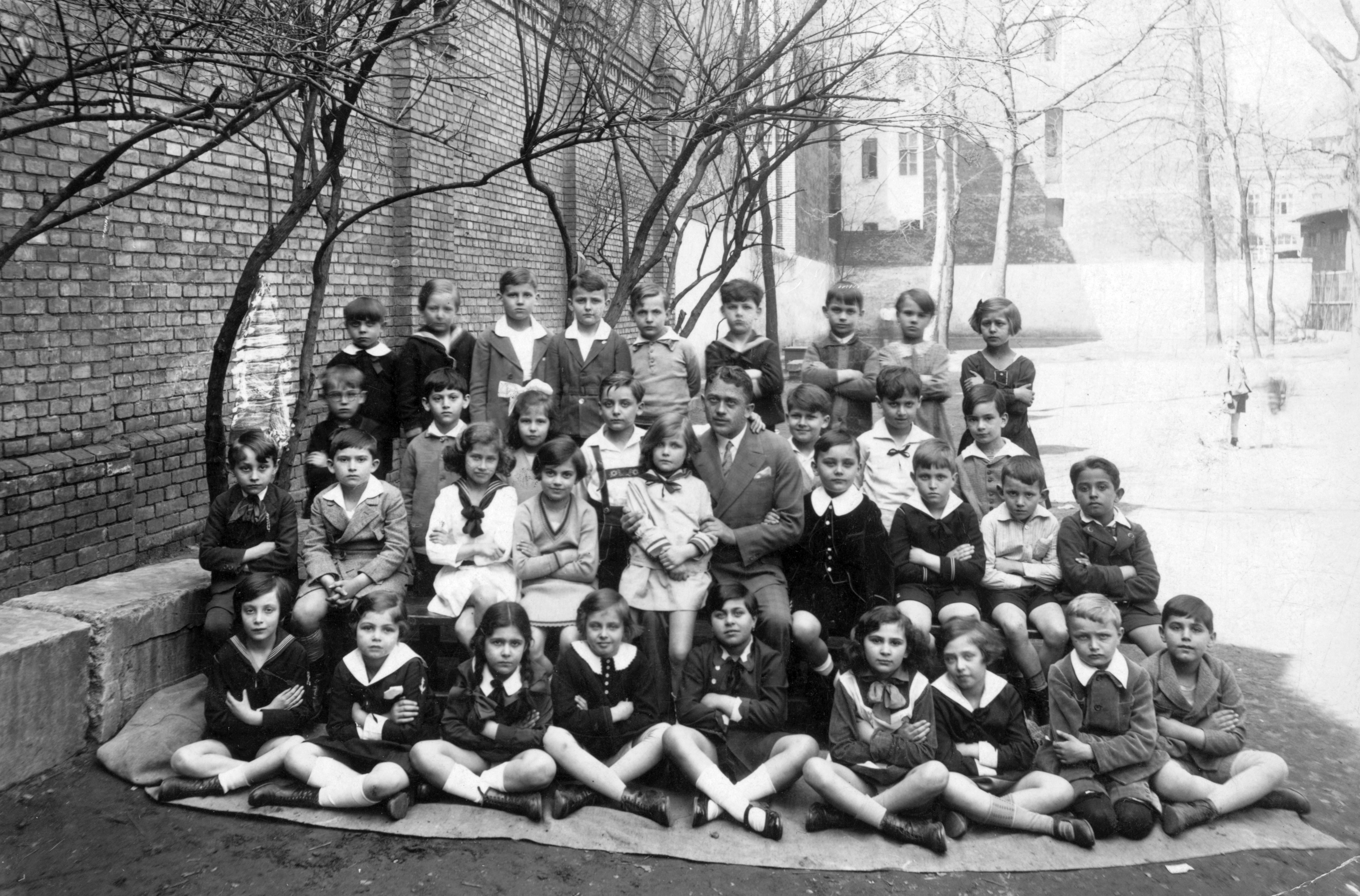
A Német Birodalmi Iskola udvarán, 4. sz., 1927
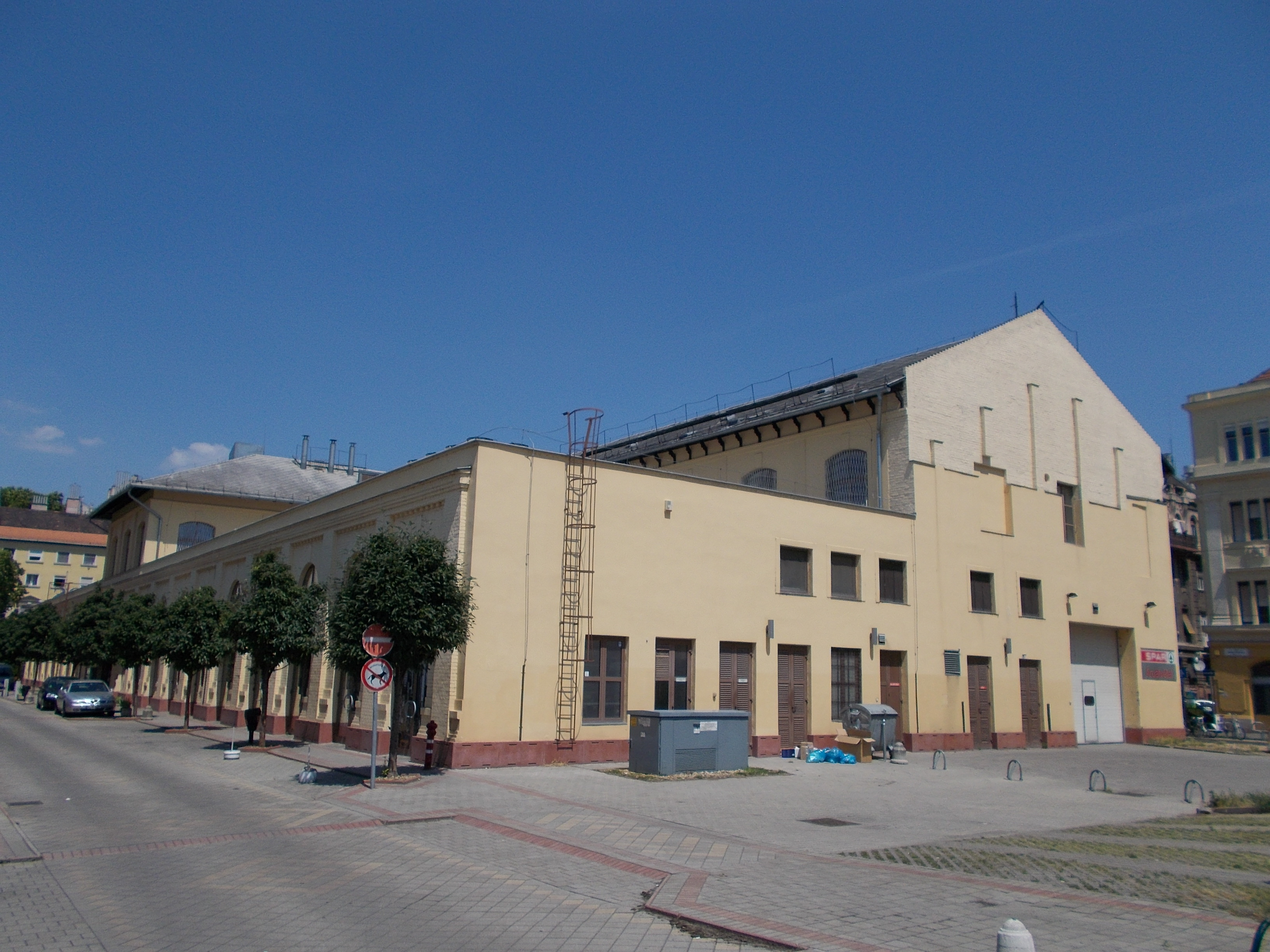
A 11-15. sz. alatti egykori villamos-, majd troliremíz épülete, ma SPAR-szupermarket
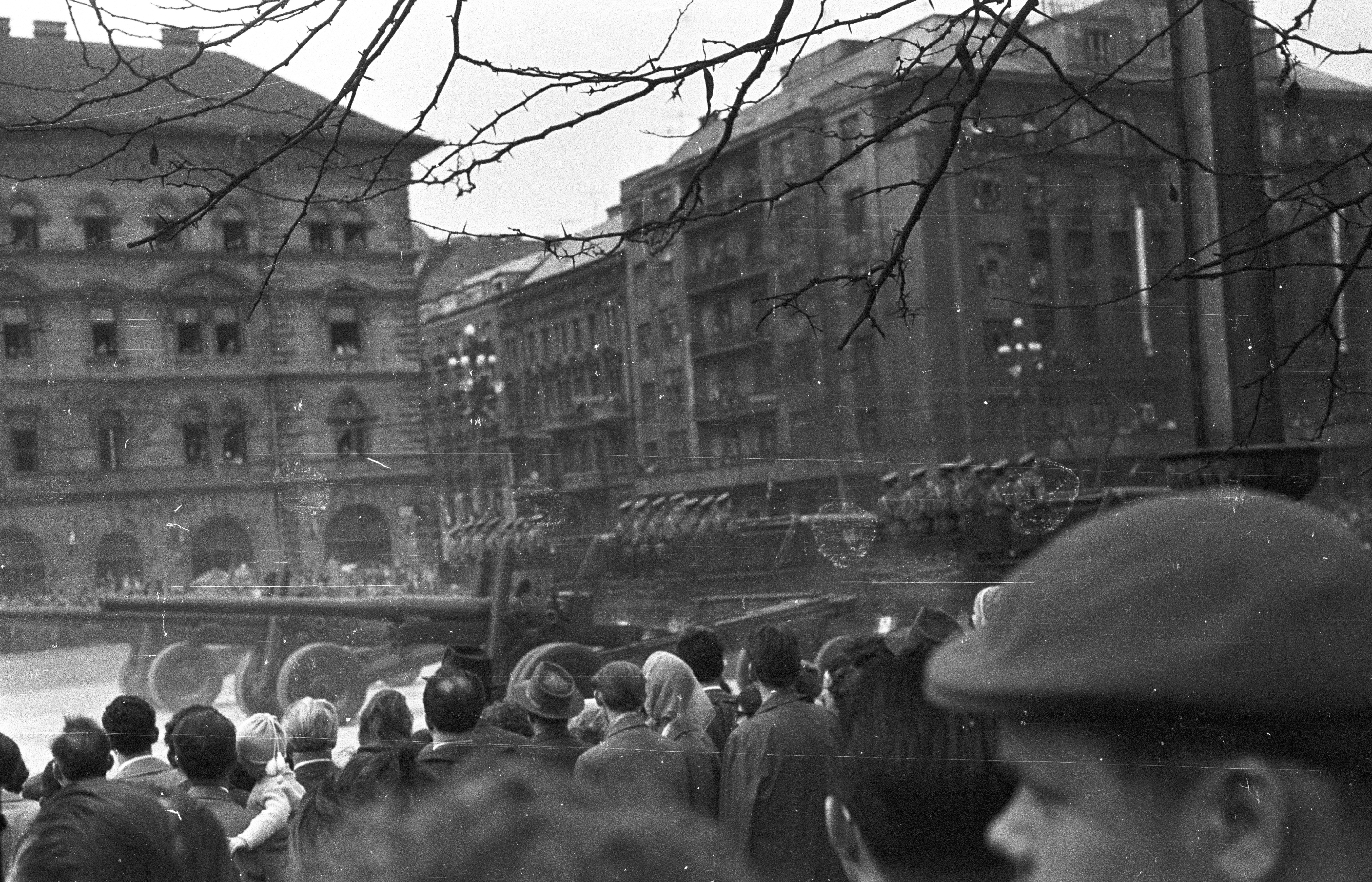
Az 1962. április 4-i katonai díszszemle a Dózsa György úton, szemben a Damjanich utca torkolata látszik

## Külső hivatkozások
- A Damjanich utca a hampage.hu-n
- Damjanich 32.
- Damjanich 58.
- Damjanich utca 35.